# Hoplias
Hoplias is een geslacht van straalvinnige vissen uit de familie van de forelzalmen (Erythrinidae).

## Soorten
- Hoplias aimara Valenciennes, 1847
- Hoplias australis Oyakawa & Mattox, 2009
- Hoplias brasiliensis Spix & Agassiz, 1829
- Hoplias curupira Oyakawa & Mattox, 2009
- Hoplias lacerdae Miranda-Ribeiro, 1908
- Hoplias macrophthalmus (Pellegrin, 1907) – Jaagzalm
- Hoplias malabaricus Bloch, 1794
- Hoplias microcephalus Agassiz, 1829
- Hoplias microlepis Günther, 1864
- Hoplias patana Valenciennes, 1847
- Hoplias teres Valenciennes, 1847